# Joel Lundqvist
Per Joel Lundqvist, född 2 mars 1982 i Åre, Jämtlands län, är en svensk före detta professionell ishockeyspelare som var lagkapten i Frölunda HC. Han har spelat i Järpens IF, Rögle BK och Frölunda HC och Dallas Stars. Han är tvillingbror med Henrik Lundqvist.

## Biografi
Lundqvist draftades av NHL-laget Dallas Stars år 2000 som deras tredjeval, och som nummer 68 totalt i NHL Entry Draft.
7 oktober 2000 debuterade Joel i Elitserien med Frölunda HC, när laget mötte Luleå HF på bortaplan.
Lundqvists debut i NHL ägde rum 3 december 2006 och han tillbringade inledningsvis en halv säsong som spelare och assisterande lagkapten i AHL-laget Iowa Stars innan han övergick till Dallas.
Under sin första NHL-säsong, 2006/07, fick han spela 36 matcher och ytterligare 7 matcher i sitt första Stanley Cup-slutspel. När Dallas förlorade slutspelet skickades han tillbaka till Iowa för fortsatt spel i AHL-slutspelet. När NHL startade säsongen 2007/08 var Lundqvist tillbaka i Dallas. Inför säsongen 2009/2010 återvände Joel Lundqvist till Frölunda HC där han utsågs till lagkapten.
År 2010 skadades Lundqvist i den första kvartsfinalen den 18 mars mot Linköping, och tvingades avsluta säsongen i förtid.
Joel Lundqvist tilldelades utmärkelsen Fansens Favorit i C More i januari 2013. Han röstades fram av C Mores publik i konkurrens med spelare från samtliga klubbar.
Genom segern vid VM i ishockey 2017 uppnådde Joel Lundqvist kriterierna för att erhålla hedersutmärkelsen Stora Grabbars märke nummer 166.
Den 14 januari 2020 spelade Joel Lundqvist match 1000 för Frölunda, i semifinalen borta mot Luleå i CHL.
Den 16 januari 2021 gjorde Lundqvist mål mot Färjestad och blev Frölunda HC:s bäste målskytt någonsin med 237 mål.
Den 29 november 2022 spelade han sin 1048:e match i SHL och slog därmed rekord i antalet spelade SHL-matcher före Luleås Jan Sandströms 1047 matcher.
Den 7 februari 2023 meddelade Lundqvist att han skulle avsluta hockeykarriären vid säsongens slut.
I vad som kom att bli Lundqvists sista match i SHL ådrog han sig matchstraff följt av tre matchers avstängning efter att ha tacklat en motståndare mot huvudet i semifinalen mot Växjö lördagen 8 april 2023. I matchen efteråt blev Frölunda utslaget vilket i praktiken avslutade Lundqvists karriär.
Den 29 augusti 2023 avslöjades i TV4-programmet Efter fem att Joel Lundqvist blir TV4 Medias ishockeyexpert under kommande säsong.

### Privat
Lundqvist är gift med Amanda Ottordahl (född 1982). Paret har tre barn.

## Meriter
- A-landskamper: 100
- J-landskamper: 37
- AHL All-Star Game 2006/07
- VM-guld: 2006, 2013, 2017
- SM-guld: 2003, 2005, 2016, 2019
- JSM-guld (J20): 2000, 2002
- U18 JVM-brons: 2000
- CHL-silver: 2015
- CHL-guld: 2016, 2017, 2019, 2020

## Klubbar
- Järpens IF
- Rögle BK
- Frölunda HC 1999–2006, 2009–2023
- Iowa Stars 2006–2007
- Dallas Stars 2006–2009

## Statistik

### Klubbkarriär
| 1999–00               | Frölunda J-20         | Superelit             | 31  | 9   | 15  | 24  | 4   | –   | –  | –  | –  | –   |
| 2000–01               | Frölunda              | Elitserien            | 9   | 0   | 0   | 0   | 0   | 0   | 0  | 0  | 0  | 0   |
| 2000–01               | Mölndal Hockey        | Allsvenskan           | 17  | 10  | 5   | 15  | 0   | 9   | 8  | 8  | 16 | 0   |
| 2001–02               | Frölunda              | Elitserien            | 46  | 12  | 14  | 26  | 28  | 10  | 1  | 3  | 4  | 8   |
| 2002–03               | Frölunda              | Elitserien            | 50  | 17  | 20  | 37  | 113 | 16  | 6  | 3  | 9  | 12  |
| 2003–04               | Frölunda              | Elitserien            | 49  | 9   | 14  | 23  | 48  | 10  | 2  | 2  | 4  | 8   |
| 2004–05               | Frölunda              | Elitserien            | 50  | 7   | 12  | 19  | 38  | 13  | 2  | 5  | 7  | 57  |
| 2005–06               | Frölunda              | Elitserien            | 49  | 11  | 21  | 32  | 87  | 17  | 3  | 4  | 7  | 34  |
| 2006–07               | Iowa Stars            | AHL                   | 40  | 16  | 22  | 38  | 30  | 3   | 3  | 3  | 6  | 4   |
| 2006–07               | Dallas Stars          | NHL                   | 36  | 3   | 3   | 6   | 14  | 7   | 2  | 0  | 2  | 6   |
| 2007–08               | Iowa Stars            | AHL                   | 8   | 2   | 4   | 6   | 2   | –   | –  | –  | –  | –   |
| 2007–08               | Dallas Stars          | NHL                   | 55  | 3   | 11  | 14  | 22  | 18  | 2  | 5  | 7  | 8   |
| 2008–09               | Dallas Stars          | NHL                   | 43  | 1   | 5   | 6   | 20  | –   | –  | –  | –  | –   |
| 2009–10               | Frölunda              | Elitserien            | 49  | 11  | 20  | 31  | 34  | 1   | 0  | 0  | 0  | 0   |
| 2010–11               | Frölunda              | Elitserien            | 31  | 9   | 8   | 17  | 22  | –   | –  | –  | –  | –   |
| 2011–12               | Frölunda              | Elitserien            | 48  | 11  | 19  | 30  | 63  | 6   | 0  | 2  | 2  | 4   |
| 2012–13               | Frölunda              | Elitserien            | 55  | 12  | 22  | 34  | 57  | 6   | 3  | 2  | 5  | 6   |
| 2013–14               | Frölunda              | SHL                   | 46  | 3   | 14  | 17  | 59  | 7   | 1  | 2  | 3  | 4   |
| 2014–15               | Frölunda              | SHL                   | 55  | 5   | 17  | 22  | 18  | 13  | 3  | 2  | 5  | 4   |
| 2015–16               | Frölunda              | SHL                   | 45  | 19  | 19  | 38  | 22  | 14  | 2  | 6  | 8  | 4   |
| 2016–17               | Frölunda              | SHL                   | 51  | 9   | 17  | 26  | 24  | 14  | 2  | 10 | 12 | 6   |
| Elitserien/SHL totalt | Elitserien/SHL totalt | Elitserien/SHL totalt | 633 | 135 | 214 | 349 | 613 | 127 | 25 | 41 | 66 | 147 |
| Allsvenskan totalt    | Allsvenskan totalt    | Allsvenskan totalt    | 17  | 10  | 5   | 15  | 0   | 9   | 8  | 8  | 16 | 0   |
| NHL totalt            | NHL totalt            | NHL totalt            | 134 | 7   | 19  | 26  | 56  | 25  | 4  | 5  | 9  | 14  |

### Fotnoter
1. ↑  Sveriges befolkning
2000:
Lundqvist, Per Joel
(1982-03-02)
Försäkringskassan, uttag avseende 20001231 (2014)
2. ↑  Sveriges befolkning
1990:
Lundqvist, Per Joel
3. ↑  ”Misstänkt fraktur – efter Jämtins påhopp”. Aftonbladet. 18 mars 2010. http://www.aftonbladet.se/sportbladet/hockeybladet/sverige/elitserien/frolunda/article6803386.ab. Läst 18 mars 2010.
4. ↑  Joel utsedd till "Fansens Favorit" Arkiverad 6 november 2013 hämtat från the Wayback Machine. frolundaindians.com 2013-01-26
5. ↑  Nyblivne Tre Kronorvärldsmästaren Joel Lundqvist, Frölunda HC, är Stor Grabb i svensk ishockey, Svenska ishockeyförbundet.
6. ↑  ”Frölunda är klart för ny final i CHL – besegrade Luleå efter drama”. Expressen. https://www.expressen.se/gt/sport/hockey/shl/frolunda-ar-klart-for-ny-final-besegrade-lulea/. Läst 28 januari 2020.
7. ↑  Janlind, Fredrik (23 januari 2020). ”Här hyllas Lundqvist för historiska bedriften med stående ovationer”. gp.se. http://www.gp.se/1.23016042. Läst 28 januari 2020.
8. ↑  Rylander, Johan (16 januari 2021). ”Lundqvist tidernas bäste målskytt i Frölunda: ”Känns stort!””. gp.se. http://www.gp.se/1.40047781. Läst 17 januari 2021.
9. ↑  "Joel Lundqvist historisk – då vann Frölunda", SVT 29 november 2022.
10. ↑  ”Joel Lundqvist avslutar karriären: ”Vill vara ärlig mot föreningen och fansen””. Aftonbladet. 7 februari 2023. https://www.aftonbladet.se/a/Q7jpAJ. Läst 7 februari 2023.
11. ↑  Radiosporten/TT (9 april 2023). ”Joel Lundqvist stängs av – kan ha gjort sin sista match”. Sveriges Radio. https://sverigesradio.se/artikel/joel-lundqvist-stangs-av-kan-ha-gjort-sin-sista-match. Läst 9 april 2023.
12. ↑  https://www.aftonbladet.se/sportbladet/hockey/a/5Byraz/joel-lundqvists-karriar-hyllades-av-frolundas-fans
13. ↑  "Joel Lundqvist blir tv-expert"", Aftonbladet 30 augusti 2023.